# Detlef Struve

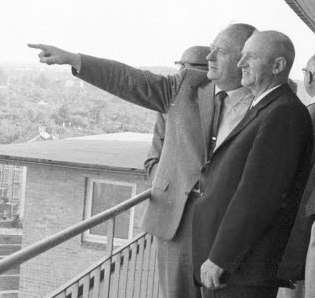
Detlef Struve (re.) bei einem Besuch der Gemeinde Kronshagen (1965)

Detlef Struve (* 12. Mai 1903 in Breiholz, Schleswig-Holstein; † 24. Mai 1987 in Embühren, Schleswig-Holstein) war ein deutscher Politiker der CDU.

## Leben und Beruf
Struve, der evangelischen Glaubens war, war seit 1928 selbständiger Landwirt in Embühren. Von 1941 bis 1945 nahm er am Zweiten Weltkrieg teil und geriet in Kriegsgefangenschaft. Nach der Rückkehr bewirtschaftete er wieder seinen Hof. Von 1947 bis 1969 war er Vorsitzender des Bauernverbandes Schleswig-Holstein.

## Abgeordneter
Struve gehörte dem Kreistag des Kreises Rendsburg an und stand diesem Kommunalparlament ab Mai 1950 als Kreispräsident vor. Er war 1947 bis 1949 Mitglied des Wirtschaftsrates für die Bizone und gehörte dem Deutschen Bundestag seit dessen erster Wahl 1949 bis 1972 an. Dort vertrat er als stets direkt gewählter Abgeordneter den Wahlkreis Rendsburg bzw. ab 1965 den Wahlkreis Rendsburg-Neumünster. Zuletzt erreichte er dort 49,4 % der Erststimmen. 
1957 bis 1972 war Struve stellvertretender Vorsitzender der CDU/CSU-Bundestagsfraktion.

## Öffentliche Ämter
Von 1946 bis 1950 war Struve ehrenamtlicher Landrat des Kreises Rendsburg.

## Ehrungen
- 1968: Großes Verdienstkreuz mit Stern und Schulterband der Bundesrepublik Deutschland

| Personendaten    | Personendaten                  |
| ---------------- | ------------------------------ |
| NAME             | Struve, Detlef                 |
| KURZBESCHREIBUNG | deutscher Politiker (CDU), MdB |
| GEBURTSDATUM     | 12. Mai 1903                   |
| GEBURTSORT       | Breiholz                       |
| STERBEDATUM      | 24. Mai 1987                   |
| STERBEORT        | Embühren                       |